# Esrange Space Center
Esrange Space Center (voorheen Esrange, een acroniem van European Space Research Range) is een lanceerbasis en ruimtevaartonderzoekscentrum ten oosten van de stad Kiruna in het uiterste noorden van Zweden. De basis wordt beschouwd als de eerste ruimtehaven voor satellietlanceringen op het vasteland van de Europese Unie.
Op Esrange worden raketten en stratosferische ballonnen getest en gelanceerd en er staat een satellietgrondstation. Daarnaast vindt divers wetenschappelijk onderzoek plaats, onder meer naar het noorderlicht.
Het Duitse ruimtevaartbedrijf Rocket Factory Augsburg voert statische tests van raketmotoren en rakettrappen uit op een gedeelte van het terrein en is van plan om op termijn lanceringen uit te voeren. In mei 2024 werd een contract gesloten met het Zuid-Koreaanse Perigee Aerospace dat er hun Blue Whale 1 gaat lanceren. Een maand later tekende ook Firefly Aerospace om er zijn lichte draagraket Alpha lanceren.
Kiruna, dat boven de poolcirkel ligt, is een gevestigd centrum voor Europese ruimtevaart, onder de naam SpaceCity Kiruna. Naast Esrange is hier het Zweedse Instituut voor Ruimtefysica gevestigd. Ook heeft Kiruna een European Space Tracking-station van ESA voor communicatie met ruimtesondes en een radarsysteem en het hoofdkwartier van de European Incoherent Scatter Scientific Association (EISCAT), dat verstoringen in de ionosfeer en magnetosfeer bestudeert.

## Geschiedenis
Esrange werd aangelegd in de periode 1964-1966 door de European Space Research Organisation (ESRO), voorloper van de Europese Ruimtevaartorganisatie (European Space Agency, ESA). Esrange werd gekozen als locatie omdat het in dunbevolkt gebied ligt, zodat de gelanceerde sondeerraketten ook weer in de buurt van de basis konden neerkomen. Enkele jaren na het gereedkomen van de basis waren er plannen om deze alweer te sluiten in verband met bezuinigingen en reorganisaties van de ESRO. Sinds 1972 is Esrange in handen van de Swedish Space Corporation (SSC).
Plannen voor ruimtetoerisme vanaf Esrange werden aangekondigd in 2007, toen de Zweedse minister Maud Olofsson een overeenkomst met Virgin Galactic tekende om in Kiruna de eerste lanceerbasis van Virgin buiten de Verenigde Staten te ontwikkelen onder de naam Spaceport Sweden.
Op 14 oktober 2020 kondigde Matilda Ernkrans, de Zweedse minister bevoegd voor ruimtevaart, aan dat de Zweedse regering had beslist om Esrange verder te ontwikkelen voor de lancering van kleine satellieten. Vanaf 2023 kunnen ook orbitale lanceringen worden uitgevoerd vanaf Esrange dat tot dan toe enkel suborbitale lanceringen heeft ondersteund.
Het idee om orbitale lanceringen uit te voeren vanaf Esrange dateert al van de inauguratie van de basis in 1996 als deel van de ESRO -visie. Begin 21e eeuw werden een aantal kleine lanceerprojecten gestart en groeide bij SSC het idee verder.